# Louis Descartes

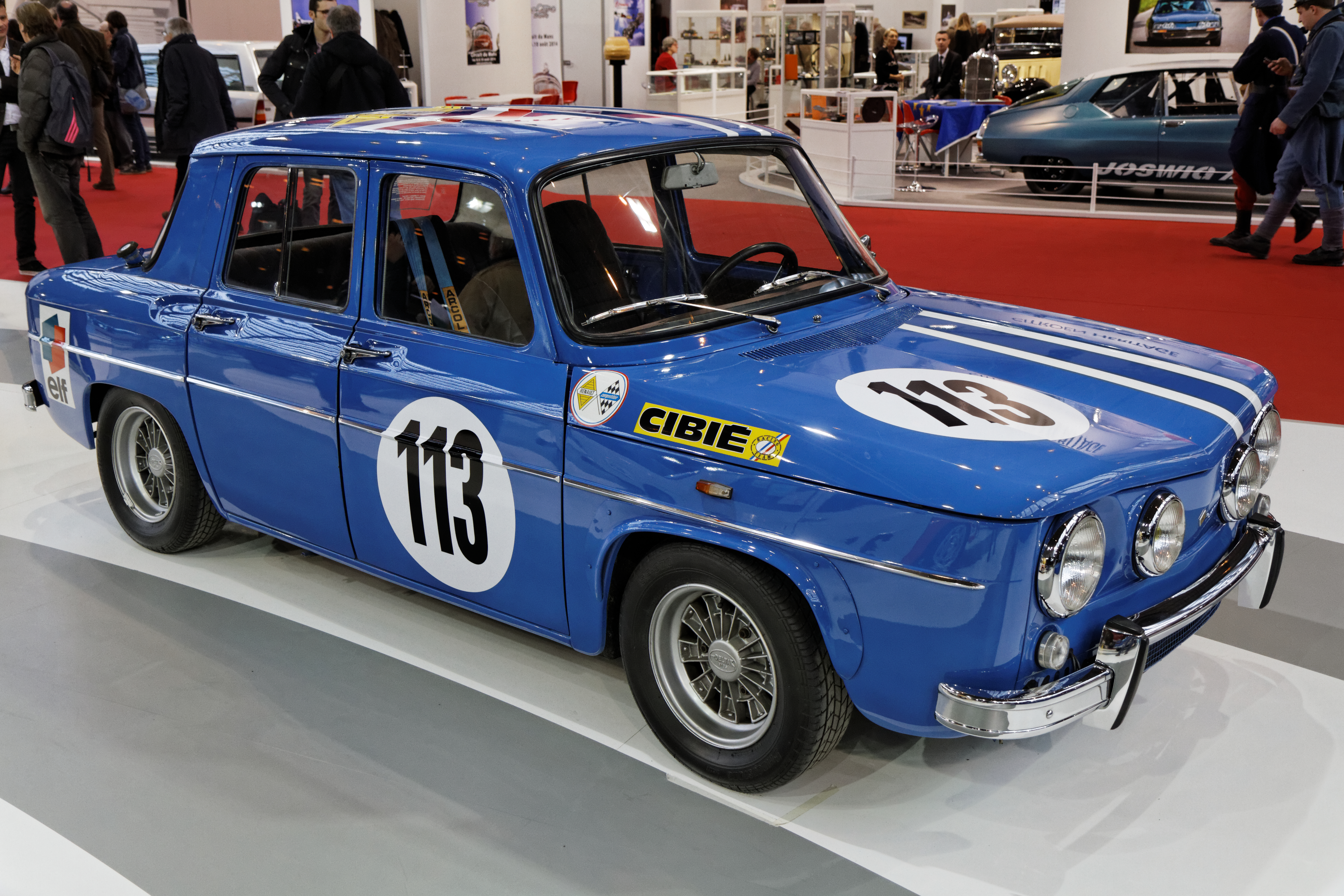
Auf einem Renault R8 Gordini bestritt Louis Descartes seine ersten Bergrennen

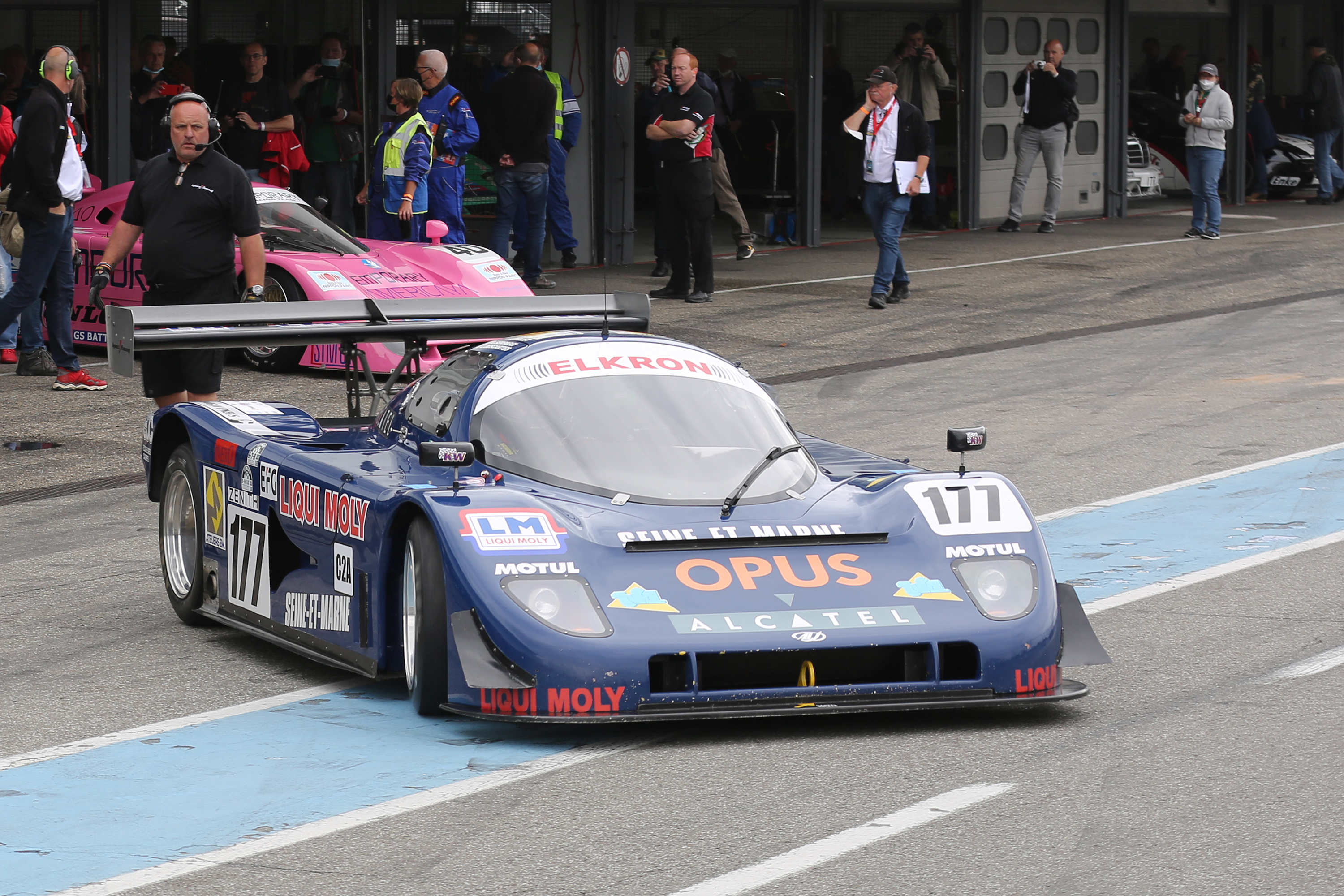
Der ALD C289 mit dem Louis Descartes beim 24-Stunden-Rennen von Le Mans 1989 am Start war

Lhoussayn „Louis“ Descartes (* 30. Dezember 1951 in Saivres; † 27. Dezember 1991 in Chmanat) war ein französischer Autorennfahrer, Rennwagenkonstrukteur, Rennstallbesitzer und Verleger.

## Karriere als Rennfahrer
Louis Descartes begann seine Fahrerkarriere 1972 als Bergrennfahrer. Zu Beginn seiner Karriere betrieb er den Rennsport als Hobby und nur dann, wenn es seine Verlegertätigkeit nicht behinderte. Einsatzfahrzeug war erst ein Renault R8 Gordini, darauf folgten ein Jidé, ein Teacma und zum Abschluss der Bergrennphase ein Lola-Monoposto.
1979 begann er mit dem Rundstreckensport und debütierte 1981 beim 24-Stunden-Rennen von Le Mans. Zu den regelmäßigen Meldungen in Le Mans kamen in der Folge auch Starts in der Sportwagen-Weltmeisterschaft. Größte Erfolge in der Gesamtwertung waren der neunte Endrang beim 1000-km-Rennen von Brands Hatch 1985 und der 14. Rang beim 1000-km-Rennen auf dem Nürburgring 1986. In Le Mans konnte er sich 1987 am besten platzieren, als er das Rennen als Gesamtelfter beendete.

## Rennstallbesitzer
Bereits 1981 war Decartes in ein Fahrzeugprojekt involviert, an dem auch Hervé Bayard beteiligt war. Mit dem Renard-Delmas D1 starteten Bayard und Descartes in Le Mans, konnten sich aber mangels zurückgelegter Distanz nicht klassieren. 1983 gründete er gemeinsam mit Jean-Paul Sauvée unter dem Namen Automobiles Louis Descartes einen eigenen Rennstall. Nachdem ein erstes Projekt auf der Basis eines Lola T298 verworfen worden war, konstruierte das Duo 1984 den ersten Rennwagen. In der Folge wurden Gruppe-C2-Prototypen unter dem Namen ALD vor allem in Le Mans gefahren.
Die Rennaktivitäten von Descartes und dessen Rennstall endeten 1991, nachdem er im Dezember nördlich von Paris bei einem Autounfall ums Leben kam.

## Statistik

### Le-Mans-Ergebnisse
| Jahr | Team                        | Fahrzeug         | Teamkollege     | Teamkollege      | Platzierung     | Ausfallgrund   |
| ---- | --------------------------- | ---------------- | --------------- | ---------------- | --------------- | -------------- |
| 1981 | Écurie Renard-Delmas        | Renard-Delmas D1 | Hervé Bayard    |                  | nicht klassiert |                |
| 1985 | Automobiles Louis Descartes | ALD 01           | Jacques Heuclin | Daniel Hubert    | nicht klassiert |                |
| 1986 | Automobiles Louis Descartes | ALD 02           | Jacques Heuclin |                  | Ausfall         | Unfall         |
| 1987 | Automobiles Louis Descartes | ALD 03           | Jacques Heuclin | Dominique Lacaud | Rang 11         |                |
| 1988 | Automobiles Louis Descartes | ALD 04           | Jacques Heuclin | Dominique Lacaud | Rang 22         |                |
| 1989 | Automobiles Louis Descartes | ALD C289         | Yves Hervalet   | Alain Serpaggi   | Ausfall         | Leck im Kühler |

### Einzelergebnisse in der Sportwagen-Weltmeisterschaft
| Saison | Team                  | Rennwagen        | 1   | 2   | 3   | 4   | 5   | 6   | 7   | 8   | 9   | 10  | 11  | 12  | 13  | 14  | 15  |
| ------ | --------------------- | ---------------- | --- | --- | --- | --- | --- | --- | --- | --- | --- | --- | --- | --- | --- | --- | --- |
| 1981   | Écurie Renard-Delmas  | Renard-Delmas D1 | DAY | SEB | MUG | MON | RIV | SIL | NÜR | LEM | PER | DAY | WAT | SPA | MOS | ROA | BRH |
| 1981   | Écurie Renard-Delmas  | Renard-Delmas D1 |     |     |     |     | DNF |     |     |     |     |     |     |     |     |     |     |
| 1985   | Automobiles Descartes | ALD 01           | MUG | MON | SIL | LEM | HOK | MOS | SPA | BRH | FUJ | SEL |     |     |     |     |     |
| 1985   | Automobiles Descartes | ALD 01           |     |     |     | DNF | DNF |     | DNF | 9   |     |     |     |     |     |     |     |
| 1986   | Automobiles Descartes | ALD 02           | MON | SIL | LEM | NÜN | BRH | JER | NÜR | SPA | FUJ |     |     |     |     |     |     |
| 1986   | Automobiles Descartes | ALD 02           | DNF | 20  | DNF |     | DNF |     | 14  | DNF |     |     |     |     |     |     |     |
| 1987   | Automobiles Descartes | ALD 02           | JAR | JER | MON | SIL | LEM | NÜN | BRH | NÜR | SPA | FUJ |     |     |     |     |     |
| 1987   | Automobiles Descartes | ALD 02           |     | DNF |     |     | 11  |     | DNF | DNF | 18  |     |     |     |     |     |     |
| 1988   | Louis Descartes       | ALD 03 ALD 04    | JER | JAR | MON | SIL | LEM | BRÜ | BRH | NÜR | SPA | FUJ | SAN |     |     |     |     |
| 1988   | Louis Descartes       | ALD 03 ALD 04    | DNF | DNF |     | 15  | 22  | DNF |     | DNF | DNF |     | 11  |     |     |     |     |
| 1989   | Louis Descartes       | ALD C289         | SUZ | DIJ | JAR | BRH | NÜR | DON | SPA | MEX |     |     |     |     |     |     |     |
| 1989   | Louis Descartes       | ALD C289         |     | DNF |     | DNF |     |     |     |     |     |     |     |     |     |     |     |
| 1990   | Louis Descartes       | ALD C289         | SUZ | MON | SIL | SPA | DIJ | NÜR | DON | MOT | MEX |     |     |     |     |     |     |
| 1990   | Louis Descartes       | ALD C289         | DNF |     |     |     |     |     |     |     |     |     |     |     |     |     |     |